# Johannes Bisse
Johannes Bisse (* 1935 -1984) fue un botánico cubano, nacido en Alemania y llegado a la isla en 1966.

## Biografía
Se había doctorado en la Universidad Friedrich Schiller, de Jena. Sistemáticamente recorrió y exploró Cuba estudiando su flora, fundamentalmente sus árboles. Su obra científica más divulgada es el libro "Árboles de Cuba", que constituye una importante fuente de conocimiento sobre la flora arbórea de la mayor de las antillas, además de que aporta numerosas descripciones y claves dicotómicas, enormemente útiles para la identificación de las familias géneros y especies que habitan los diferentes ecosistemas cubanos. Fue creador y director del Jardín Botánico Nacional, de Cuba.
Murió trágicamente en un siniestro automovilístico cerca de la institución que dirigía, a poco tiempo de su inauguración. Tras su fallecimiento se creó un evento bianual para honrar su vida y su obra, que dedicó en buena medida al conocimiento de la flora cubana. El evento, denominado Encuentro de Botánica "Johannes Bisse in Memoriam", era desarrollado bajo los auspicios de la otrora Universidad de Ciencias Pedagógicas "José Martí" de Camagüey, mientras que en la actualidad es asumido por la Universidad de Camagüey "Ignacio Agramonte Loynaz". Otras instituciones de relevancia coauspician el "Johannes Bisse in Memoriam" como el Jardín Botánico Nacional y la Sociedad Cubana de Botánica. En sus inicios se realizaba en el mes de noviembre, pero desde 2015 se hace en el marco de la Conferencia Internacional Ciencia y Tecnología para un Desarrollo Sostenible (CYTDES).
- La abreviatura «Bisse» se emplea para indicar a Johannes Bisse como autoridad en la descripción y clasificación científica de los vegetales.[1]

## Obras
- "Árboles de Cuba".